# Грін Тауншип (округ Ері, Пенсільванія)
Грін Тауншип (англ. Greene Township) — селище (англ. township) в США, в окрузі Ері штату Пенсільванія. Населення — 4478 осіб (2020).

## Демографія
Згідно з переписом 2010 року, у селищі мешкало 4706 осіб у 1785 домогосподарствах у складі 1376 родин. Було 1864 помешкання
Расовий склад населення:
| - 98,5 % — білих - 0,4 % — азіатів - 0,3 % — чорних або афроамериканців - 0,1 % — корінних американців |

До двох чи більше рас належало 0,7 %. Частка іспаномовних становила 0,6 % від усіх жителів.
За віковим діапазоном населення розподілялося таким чином: 22,9 % — особи молодші 18 років, 61,9 % — особи у віці 18—64 років, 15,2 % — особи у віці 65 років та старші. Медіана віку мешканця становила 43,9 року. На 100 осіб жіночої статі у селищі припадало 102,7 чоловіків;  на 100 жінок у віці від 18 років та старших — 104,1 чоловіків також старших 18 років.
Середній дохід на одне домашнє господарство  становив 79 774 долари США (медіана — 67 570), а середній дохід на одну сім'ю — 90 431 долар (медіана — 76 750). Медіана доходів становила 60 229 доларів для чоловіків та 33 428 доларів для жінок. За межею бідності перебувало 4,4 % осіб, у тому числі 7,0 % дітей у віці до 18 років та 3,8 % осіб у віці 65 років та старших.
Цивільне працевлаштоване населення становило 2436 осіб. Основні галузі зайнятості: освіта, охорона здоров'я та соціальна допомога — 26,1 %, виробництво — 18,5 %, мистецтво, розваги та відпочинок — 9,4 %, фінанси, страхування та нерухомість — 8,9 %.